# Fernand Vandamme

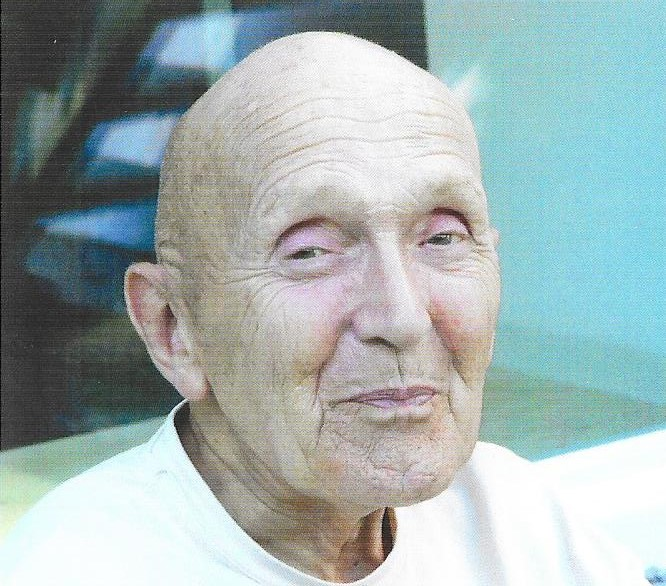
Fernand Vandamme

Fernand Marie André Vandamme (Brugge, 7 februari 1927 - aldaar, 25 december 2015) was een Belgisch advocaat, gemeenteraadslid en schepen van Brugge en volksvertegenwoordiger.

## Levensloop
Fernand Vandamme was een zoon van de Brugse burgemeester Pierre Vandamme en Marie-Louise Elleboudt. Na middelbare studies aan het Sint-Lodewijkscollege ging hij rechten studeren aan de Katholieke Universiteit Leuven. Hij was er twee jaar hoofdredacteur van het studentenblad Ons Leven. Hij promoveerde tot doctor in de rechten, waarna hij een jaar ging studeren aan de universiteit van Stellenbosch (Zuid-Afrika). Hij keerde naar Europa terug na een autostopreis doorheen Afrika tot in Caïro en publiceerde hierover een reisverhaal. Hij vestigde zich na zijn terugkeer als advocaat in Brugge.
Hij trouwde met Evelyne Cambien uit Kortrijk en ze kregen twee zoons.
Begin jaren zestig behoorde hij tot de nieuwe generatie politici die binnen de CVP ambities koesterde. Hij had hierbij de naam en reputatie van zijn vader voor zich, maar bewandelde toch een eigen weg. Zo voerde hij hevige campagne tegen de verlenging van het contract tussen de stad Brugge en EBES voor de elektriciteitsdistributie. Hij organiseerde ook mee een symbolische verbranding van een gepland kantoorgebouw op de Burg voor de diensten van de provincie West-Vlaanderen. In pamfletten en redevoeringen kwam hij op voor meer werk en welvaart in eigen streek. In een tijd toen dit nog niet algemeen was bij politici, viel hij op door zijn keurig taalgebruik.
Na in 1958 op een niet-verkiesbare plaats kandidaat te zijn geweest voor de wetgevende verkiezingen, werd hij in maart 1961 voor het eerst verkozen tot lid van de Kamer van volksvertegenwoordigers voor het arrondissement Brugge en bleef dit tot mei 1965. Hij werd in maart 1968 opnieuw verkozen in de Kamer en bleef parlementslid tot april 1977. Hij was de initiatiefnemer van de eerste maatregelen tegen het roken en auteur van het in 1975 goedgekeurde wetsvoorstel waarbij voortaan in de drie nationale talen op de sigarettenpakjes diende te worden vermeld: 'sigaretten roken kan de gezondheid schaden'. Hij lag ook aan de basis van een fitnesszaal ten behoeve van de parlementsleden. In de periode december 1971-april 1977 had hij als gevolg van het toen bestaande dubbelmandaat ook zitting in de Cultuurraad voor de Nederlandse Cultuurgemeenschap, die op 7 december 1971 werd geïnstalleerd en de verre voorloper is van het Vlaams Parlement.
Hij werd vanaf 1976 meegesleept in de strijd gevoerd door tegenstanders van burgemeester Michel Van Maele, een strijd die gesteund werd door Pierre Vandamme. Aanvankelijk hield hij zich op de achtergrond, maar nadat hij niet meer op de CVP-lijst werd voorgedragen en derhalve niet meer in het parlement zetelde, ging hij volop mee met de lijst 'christen democraten', omgedoopt tot 'Brugse democraten', aan wie hij een secretariaat bezorgde in een huis dat hem toebehoorde.
In oktober 1982 voerde hij deze stadslijst aan en werd tot gemeenteraadslid verkozen. In januari 1983 werd hij tot schepen verkozen in de coalitie geleid door Frank Van Acker en oefende hij de functie uit van ambtenaar van de burgerlijke stand. Toen de coalitie na de verkiezingen van 1988 werd beëindigd, betekende dit ook het einde van zijn politieke loopbaan.
Vandamme was sportief ingesteld, deed onder meer aan fietsen, joggen en zwemmen in ijskoud water. Nog tot kort voor zijn dood gaf hij voordrachten over zijn parlementaire ervaringen en herinneringen.

## Adel
Bij het verlenen aan zijn vader van erfelijke adel in 1976, werd Fernand Vandamme, als Kamerlid, niet in het benoemingsbesluit opgenomen, in tegenstelling tot zijn twee broers en zijn twee zussen. Hij werd vooralsnog, na zijn afscheid van het parlement, bij KB van 26 augustus 1977 mee in de erfelijke adelstand opgenomen.

## Publicaties
- Jan Smuts, 1956.
- Kaapstad-Kaïro per autostop, 1958.